# Amblève (fiume)
L'Amblève è un fiume belga che percorre la regione belga della Vallonia e confluisce, dopo 93 km di percorso, nella Ourthe, presso Comblain-au-Pont.